# Cefisòdot (general)
Cefisòdot (en llatí Cefisodotos, en grec antic Κηφισόδοτος "Kephisódotos") fou un dels tres generals (estrategs) que l'any 405 aC es van reunir amb les forces atenenques de Conó, Adimantos i Filocles. Va ser fet presoner a la batalla d'Egospòtam i executat, segons diu Xenofont.